# صنعت نفت روسیه

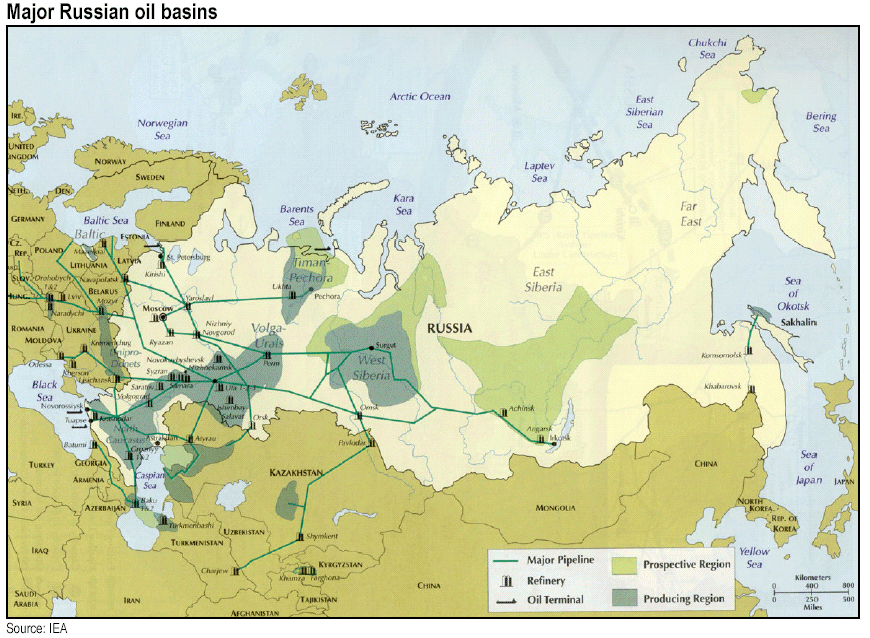
نقشه تأسیسات و میادین نفت روسیه

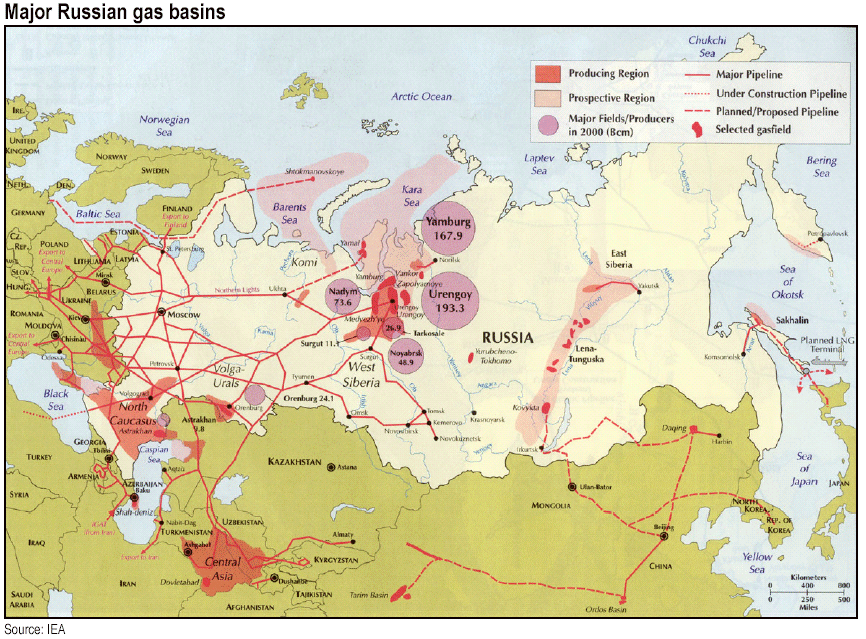
نقشه تأسیسات و میادین گاز روسیه

صنعت نفت روسیه یکی از بزرگ‌ترین صنایع نفت و گاز جهان می‌باشد. این کشور در کنار اوپک، دو قطب عمده تأمین نفت سایر کشورها می‌باشد. بر طبق آمار، روسیه توانسته در سال ۲۰۰۵ بالغ بر ۱۵۱ میلیارد متر مکعب گاز طبیعی به اروپا صادر کند که به این ترتیب روسیه در صدر فهرست بزرگ‌ترین صادرکنندگان گاز در جهان قرار می‌گیرد.
در دهه ۱۹۹۰ میلادی تولید نفت در روسیه کاهش شدیدی را تجربه کرد؛ به طوری که تولید روزانه نفت آن از ۹ میلیون بشکه در روز به ۶ میلیون کاهش پیدا کرد. اما در مارس ۲۰۰۲، روسیه توانست رتبه نخست در تولید نفت را مجدداً از عربستان سعودی بازستاند.
شرکت گازپروم به عنوان یکی از بزرگ‌ترین شرکتهای نفتی صنعت نفت روسیه و جهان، ۴۰ درصد گاز مصرفی اروپا را تأمین می‌کند. تمایل شرکت‌های نفتی این کشور برای استفاده از روبل در معاملات نفتی، موجب حفظ ارزش این واحد پولی در مقابل دلار آمریکا شده‌است.